# Castell de Malbork
El castell de Malbork (en polonès Zamek w Malborku; en alemany Die Marienburg) fou construït a Prússia per l'orde Teutònic com un Ordensburg, o 'castell de l'Orde'. El nom originari en alemany, Marienburg, és a dir, 'Castell de Maria', duu precisament el nom de la patrona de l'orde. La ciutat que hi va créixer al voltant també va ser anomenada Marienburg, però des del 1945, com a part de Polònia, s'anomena Malbork.
El castell és un exemple clàssic de fortalesa medieval, i és el més gran del món com a castell gòtic de maó. La UNESCO va declarar el castell i el seu museu com a Patrimoni de la Humanitat el desembre de 1997 amb el nom de "Castell de l'orde Teutònic de Malbork". És un dels dos indrets del Patrimoni Mundial a la regió, que tenen origen en l'orde. L'altre és la ciutat medieval de Toruń, fundada el 1231 al voltant del castell teutònic de Thorn.

## Història
El castell de Malbork està situat al marge dret del riu Nogat (afluent del Vístula), al nord de Polònia. Va ser fundat per l'orde dels Cavallers Teutònics el 1274 amb el nom de la seva patrona, la Mare de Déu.
És la fortalesa gòtica més gran d'Europa i es va bastir per ser la seu de l'orde Teutònic al segle xiv. La posició favorable del castell al costat del riu Nogat i el terreny relativament pla que l'envolta van afavorir-hi l'accés fàcil de barcasses i vaixells de càrrega. Durant el govern de Prússia, l'orde Teutònic cobrava peatges als vaixells que hi passaven, igual que els altres castells al llarg del riu, i va imposar un monopoli en el comerç de l'ambre. Quan la ciutat va entrar a formar part de la lliga Hanseàtica, moltes de les reunions de la confederació es van dur a terme al castell.
El castell va ser assetjat el 1410, després de la batalla de Grünwald, però no va ser conquerit. Durant la Guerra dels Tretze anys (1454-1466), el castell va resistir fins que, finalment, el 1466 va passar a control polonès com a part de la província de la Prússia Reial.
Abans de la primera partició de Polònia de 1772, Malbork es va utilitzar com una de les residències dels reis de Polònia. Com a part de Prússia, va passar a tenir ús militar. El castell estava en procés de restauració quan va esclatar la Segona Guerra Mundial. El 1945, el 50% del castell fou destruït com a resultat de la contesa. Des de llavors s'hi han dut laborioses tasques de restauració, però l'església del castell de Dalt, Santa Maria (restaurada totalment abans de la guerra i destruïda durant el conflicte), roman en ruïnes.
La fortalesa està formada per tres seccions diferents: el castell de Dalt, el del Mig i el de Baix, separats per fossats, muralles i torres. S'hi van arribar a allotjar 3.000 soldats. Les muralles exteriors del castell envolten una superfície de 210.000 m², quatre vegades superior a la del castell de Windsor.

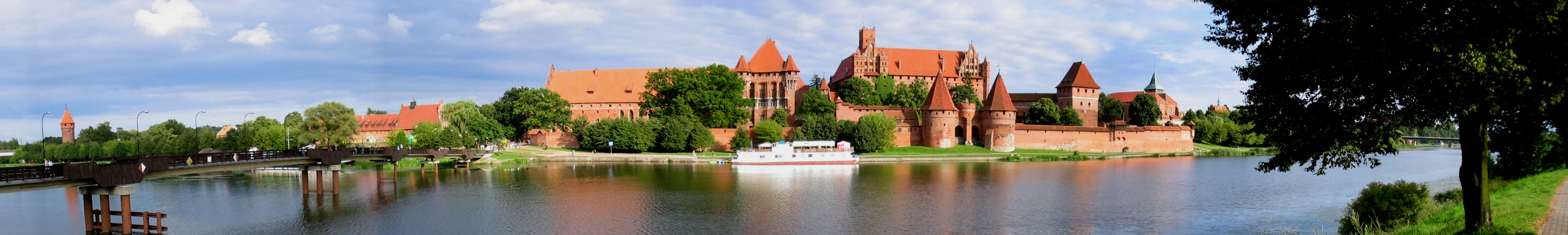
Panoràmica del castell des del riu Nogat.